# سنفورد (مین)
سنفورد، مین (به انگلیسی: Sanford, Maine) یک شهر در ایالات متحده آمریکا است که در شهرستان یورک، مین واقع شده‌است.

## خصوصیات
سنفورد ۱۲۶٫۲۶ کیلومترمربع مساحت و ۲۰٬۷۹۸ نفر جمعیت دارد و ۸۰ متر بالاتر از سطح دریا واقع شده‌است.

## نگارخانه

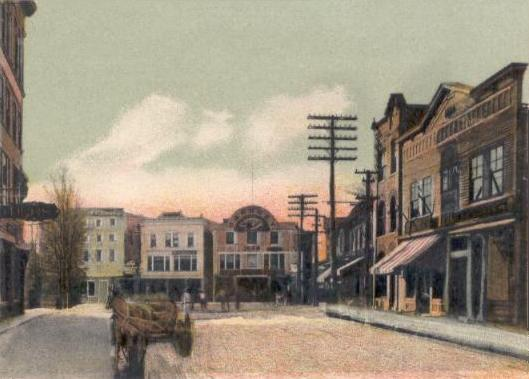
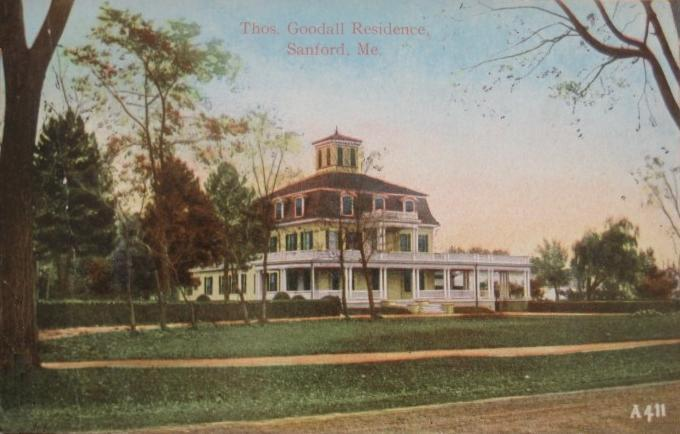
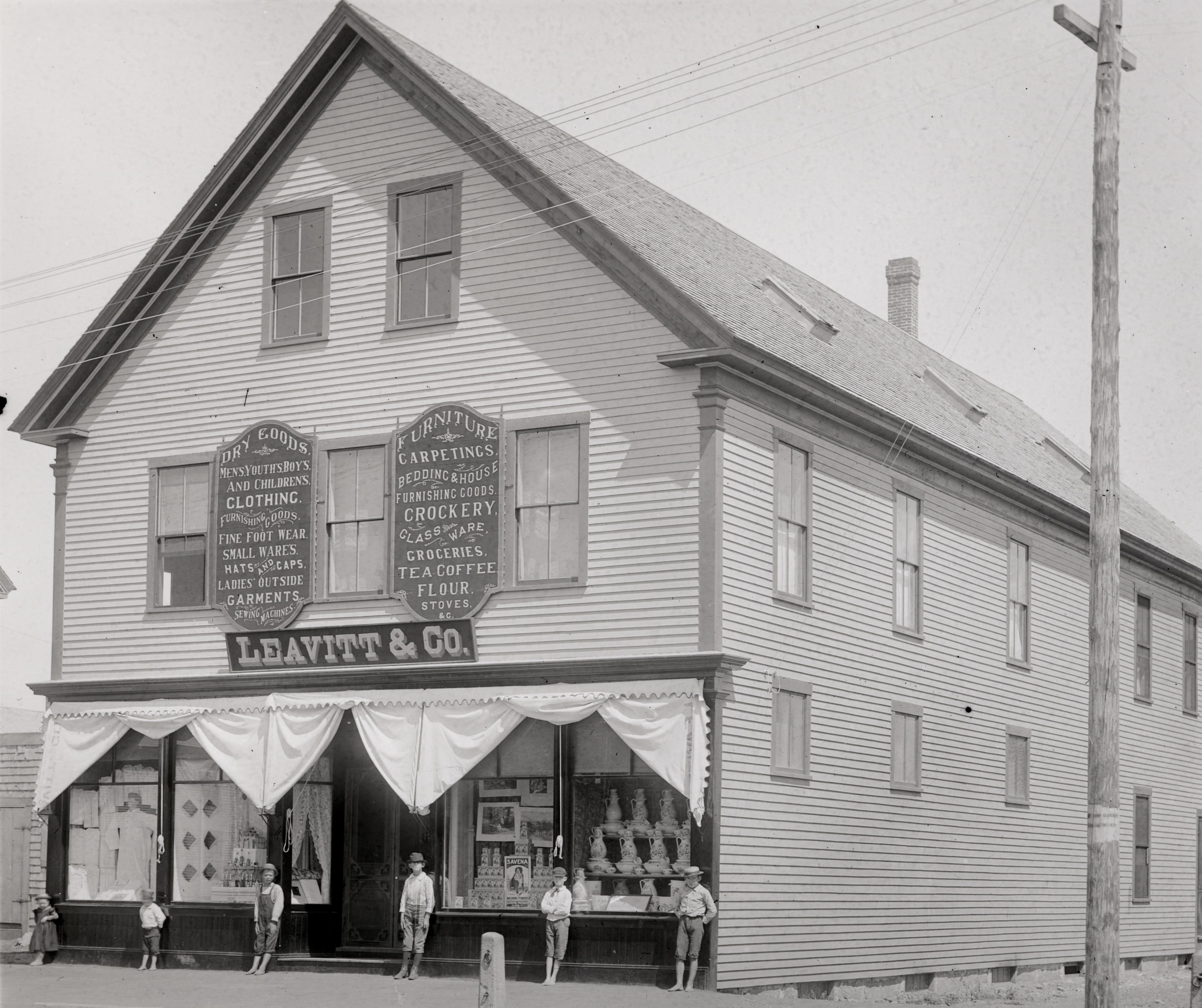